# 相楽伊織
相楽 伊織（さがら いおり、1997年〈平成9年〉11月26日 - ）は、日本のタレント、女優、グラビアモデル、YouTuber、女性アイドルグループ乃木坂46の元メンバー。埼玉県出身。am合同会社所属。

## 略歴
2013年（平成25年）3月28日、乃木坂46の2期生のオーディションに合格するが、通っていた学校が芸能活動を許可していなかったため、活動に不参加となる。
2014年（平成26年）6月14日、乃木坂46の研究生として復帰。東京都・赤坂ACTシアターで行われた『16人のプリンシパル trois』の夜公演で初お披露目。同年7月8日、ナタリーの企画でメディア初登場を果たす。
2015年（平成27年）1月18日、乃木坂46の11thシングル「命は美しい」で初の選抜入りを果たす。同年9月28日、10月10日よりテレビ埼玉で始まる自身がMCを務める初の冠番組『サガラとキヨトの乃木坂ぷぷぷ』の制作発表会見が東京都内で開かれた。
2018年（平成30年）5月20日、静岡県・富士市文化会館ロゼシアターで行われた『アンダーライブ全国ツアー2018〜中部シリーズ〜』の千秋楽公演で乃木坂46グループからの卒業を発表した。同年7月8日に行われた『乃木坂46 6th YEAR BIRTHDAY LIVE』がラストライブとなった。同年7月16日、千葉県・幕張メッセで行われた握手会を持って乃木坂46を卒業。2期生の正規メンバーの卒業は初。
2019年（令和元年）、乃木坂46卒業後は『TOKYO GIRLS COLLECTION』や『GirlsAward』などに出演し、モデルとして活動を開始。同年9月18日、『DARKNESS HEELS〜THE LIVE〜』で嫉妬に燃える愛憎の女戦士・カミーラ役で舞台初出演。
2020年（令和2年）10月、Bリーグ・サンロッカーズ渋谷チームナビゲーターに就任。2021-2022シーズンまで務める。その間、伊織とサンロッカーズシート企画を複数回開催した。
2021年（令和3年）2月28日、公式ファンクラブIORinc発足。
2023年（令和5年）4月30日、乃木坂46合同会社を退所し、同年5月1日に堀未央奈と北野日奈子らが所属している「am合同会社」に所属したことを発表した。同年5月29日発売の『週刊プレイボーイ』（集英社）にて、初の水着グラビアを披露した。9月11日発売の『週刊プレイボーイ』では2回目の登場にして初めて表紙を務めた。同年12月18日、5年ぶりに週刊プレイボーイに復帰し、デジタル写真集月間1位を記録したことなどから、集英社のデジタルコンテンツから選出される「グラジャパ!アワード2023」でカムバック賞受賞。
2024年（令和6年）6月27日、1st写真集『浮泳夢(ふぇむ)』（集英社）を発売。

## 人物
愛称は、伊織、いおり。
趣味はお笑いを見に行くこと。好きな食べ物はからあげ、プリン、フルーツ全般。好きな色はピンクと薄紫。
特技はバスケットボール。

### 乃木坂46
真夏さんリスペクト軍団のメンバー。
乃木坂46の推したいメンバーは秋元真夏。仲のよいメンバーは北野日奈子、伊藤純奈、元メンバーの川後陽菜。

## 作品

### シングル
乃木坂46
- 命は美しい（2015年3月18日、SRCL-8780/6） - EAN 4988009104591。
- 別れ際、もっと好きになる（2015年7月22日、SRCL-8844/5） - EAN 4988009110790。
- 嫉妬の権利（2015年10月28日、SRCL-8910/6） - EAN 4988009116754。
- 不等号（2016年3月23日、SRCL-9032/3） - EAN 4988009125503。
- シークレットグラフィティー（2016年7月27日、SRCL-9145/6） - EAN 4988009131429。
- ブランコ（2016年11月9日、SRCL-9260/1） - EAN 4547366278873。
- 2度目のキスから（2016年11月9日、SRCL-9262/3） - EAN 4547366278880。
- 風船は生きている（2017年3月22日、SRCL-9374/5） - EAN 4547366297539。
- アンダー（2017年8月9日、SRCL-9491/2） - EAN 4547366319163。
- ライブ神（2017年8月9日、SRCL-9493/4） - EAN 4547366319170。
- My rule（2017年10月11日、SRCL-9576/7） - EAN 4547366330335。
- 新しい世界（2018年4月25日、SRCL-9784/5） - EAN 4547366354157。
- スカウトマン（2018年4月25日、SRCL-9786/7） - EAN 4547366354164。
- 世界中の隣人よ（2020年5月25日）[28]

こじ坂46
- 風の螺旋（2014年11月26日、KIZM-90317/8） - EAN 4988003460884。

### アルバム
乃木坂46
- 透明な色（2015年1月7日、SRCL-8662/7） - EAN 4988009099934。
- それぞれの椅子（2016年5月25日、SRCL-9078/86） - EAN 4988009128603。
- 生まれてから初めて見た夢（2017年5月24日、SRCL-9437/44） - EAN 4547366307825。
- 僕だけの君〜Under Super Best〜（2018年1月10日、SRCL-9630/7） - EAN 4547366336214。
- 今が思い出になるまで（2019年4月17日、SRCL-11140/7） - EAN 4547366401325。
- Time flies（2021年12月15日、SRCL-12020/30） - EAN 4547366534184。

### 映像作品
- 川村真洋&相楽伊織（2015年3月18日） - EAN 4988009104461。
- 第4回 AKB48紅白対抗歌合戦（2015年4月24日） - EAN 4580303213643。
- NOGIBINGO!3（2015年4月24日） - EAN 4988021729635。
- AKB48 リクエストアワーセットリストベスト1035 2015（2015年4月30日） - EAN 4580303213667。
- 川後陽菜&相楽伊織（2015年7月22日） - EAN 4988009110783。
- NOGIBINGO!4（2015年10月16日） - EAN 4988021729734。
- 相楽伊織（2015年10月28日） - EAN 4988009116761。
- 悲しみの忘れ方 Documentary of 乃木坂46（2015年11月18日） - EAN 4988104099327。
- 初森ベマーズ（2016年1月20日） - EAN 4988104099433。
- NOGIBINGO!5（2016年2月19日） - EAN 4988021729871。
- 相楽伊織（2016年3月23日） - EAN 4988009124902。
- 乃木坂46 3rd YEAR BIRTHDAY LIVE 2015.2.22 SEIBU DOME（2016年7月6日） - EAN 4988009129518。
- NOGIBINGO!6（2016年9月30日） - EAN 4988021714662。
- 乃木坂46 4th YEAR BIRTHDAY LIVE 2016.8.28-30 JINGU STADIUM（2017年6月28日） - EAN 4547366310580。
- NOGIBINGO!7（2017年8月4日） - EAN 4988021146081。
- NOGIBINGO!8（2018年3月16日） - EAN 4988021146821。
- 乃木坂46 5th YEAR BIRTHDAY LIVE 2017.2.20-22 SAITAMA SUPER ARENA（2018年3月28日） - EAN 4547366344523。
- 乃木坂46 真夏の全国ツアー2017 FINAL! IN TOKYO DOME（2018年7月11日） - EAN 4547366363999。
- NOGIBINGO!9（2018年10月19日） - EAN 4988021147392。
- 乃木坂46 6th YEAR BIRTHDAY LIVE 2018.07.06-08 JINGU STADIUM&CHICHIBUNOMIYA RUGBY STADIUM（2019年7月3日） - EAN 4547366411270。
- いつのまにか、ここにいる Documentary of 乃木坂46（2019年12月25日） - EAN 4988104123695。

## 出演

### バラエティ
- サガラとキヨトの乃木坂ぷぷぷ（2015年10月10日 - 11月21日、テレビ埼玉） - MC[9]
- カンニング竹山のイチバン研究所（2020年8月1日 - 2023年4月15日、TOKYO MX）[29]
- 音ボケPOPS（2024年7月6日 - 、TOKYO MX）[30]

### テレビドラマ
- シンデレラ・コンプレックス（2024年、MBS）理紗 役[31]

### Webドラマ
- スカパー! 朝のTwitterドラマ 第37作「楽屋スイーツ」脚本：せきしろ 全5話＋総集編（2019年11月11日 - 2019年11月16日、Twitter）[32]
  - 第1話（2019年11月11日配信）[33]
  - 第2話（2019年11月12日配信）[34]
  - 第3話（2019年11月13日配信）[35]
  - 第4話（2019年11月14日配信）[36]
  - 第5話（2019年11月15日配信）[37]
  - 総集編（2019年11月16日配信）[38][39]
- ガンダムビルドリアル（2021年3月29日 - 7月19日、YouTube）清水麻衣子 役[40]

### 舞台
- ウルトラマン DARKNESS HEELS〜THE LIVE〜 カミーラ 役
  - DARKNESS HEELS〜THE LIVE〜（2019年9月13日・18日 - 23日、シアター1010）[4]
  - DARKNESS HEELS〜THE LIVE〜SHINKA（2019年12月5日 - 15日、CBGKシブゲキ!!）[41]
- MONSTER LIVE !（2019年10月1日 - 3日、俳優座劇場）[3]
- かげぜん（2020年1月22日 - 26日、東京：紀伊國屋ホール / 1月29日、兵庫：兵庫県立芸術文化センター）主演・たえ 役（上遠野太洸とのW主演）[42]
- 「けものフレンズ」おおきなみみとちいさなきせき Re:JAPARI STAGE!（2023年10月20日 - 31日、品川プリンスホテル クラブeX）オオミミギツネ 役[43]
- ロッカールームに眠る僕の知らない戦争（2024年2月2日 - 4日、草月ホール）[44]
- 9階団地のスーパースター（2024年2月29日 - 3月10日、東京：新宿シアタートップス / 3月15日 - 17日、兵庫：AI・HALL）[45]
- 放課後戦記2024（2024年7月8日 - 12日・14 - 15日、シアター・アルファ東京）護華養子 役（Team Pink・Team Blue）[46][47]
- 7SEEDS〜春の章〜（2024年12月20日 - 29日、こくみん共済 coop ホール/スペース・ゼロ）主演・末黒野花 役[48]

### イベント
- GirlsAward 2019 AUTUMN / WINTER（2019年9月28日、幕張メッセ）[49]

## 書籍

### デジタル写真集
- クロノスタシス（2023年5月29日、集英社、撮影：細居幸次郎）[50]
- Marguerite（2023年7月6日、集英社、撮影：佐藤裕之）[51]
- 二度目の初恋（2023年8月24日、集英社、撮影：佐藤裕之）[52]
- Memories〜prologue〜（2023年9月11日、集英社、撮影：細居幸次郎）[53]
- 「ハレム」相楽伊織フェチグラビア（白泉社、撮影：西條彰仁）
  - 煌めきの中で（2023年9月29日）[54][55]
  - 相愛（2024年3月29日）[56][57]
- 夏の部屋で、伊織と。（2023年10月1日、秋田書店、撮影：鈴木ゴータ）[58][59]
- stunning（2023年10月17日、双葉社、撮影：LUCKMAN）[60][61]
- lightroom（2023年10月20日、講談社、撮影：三瓶康友）[62][63]
- Emotional Cut（2023年11月6日、小学館、撮影：東京祐）[64]
- 酔いどれ知らず（2023年11月16日、主婦の友社、撮影：横山マサト）[65]
- 彼女は美ヒップ（2024年1月12日、小学館、撮影：カノウリョウマ）[66]
- 蜜のあわれ（2024年1月15日、講談社、撮影：松田忠雄）[67][68]
- 魅惑の曲線美（2024年1月19日、扶桑社、撮影：岡本武志）[69][70]
- Blue Halation（2024年01月23日、光文社、撮影：中村和孝）[71][72]
- Secret Story（2024年1月23日、光文社、撮影：大辻隆広）[73][74]
- Winter memories（2024年2月2日、スクウェア・エニックス、撮影：西條彰仁）[75]
- 心、しずかに。（2024年3月8日、双葉社、撮影：LUCKMAN）[76][77]
- 君に恋して。（2024年5月1日、秋田書店、撮影：前康輔）[78]
- 神の造りたもうた美（2024年5月2日、ワニブックス、撮影：西田幸樹）[79][80]
- 咲き誇る花は美しい（2024年5月24日、扶桑社、撮影：唐木貴央）[81][82]
- のぞいてみる?（2024年5月24日、講談社、撮影：カノウリョウマ）[83][84]
- RE:浮泳夢 - FEM All Another Edition -（2024年7月31日、集英社、撮影：佐藤裕之）[85]
- 彼女は美バスト（2024年8月19日、小学館、撮影：佐藤佑一）[86]
- Home（2024年08月23日、小学館、撮影：藤城貴則）[87][88]
- 或る、白昼夢（2024年09月30日、KADOKAWA、撮影：不明）[89]
- 泡沫の宵夢（2024年10月10日、宝島社、撮影：不明）[90]
- 背中から抱きしめて（2024年10月15日、白夜書房、撮影：藤原宏）[91]
- きれいなおねえさんは、好きです。（2024年11月5日、双葉社、撮影：Takeo Dec.）[92]
- 隣には君がいた（2024年11月5日、光文社、撮影：桑島智輝）[93]
- 言葉よりも。（2024年12月4日、集英社、撮影：ASYL）[94]
- ギャルじゃねーし。（2025年1月31日、ワニブックス、撮影：西條彰仁）[95]
- MADONNA（2025年3月1日、秋田書店、撮影：不明）[96]
- TOWA（2025年4月28日、KADOKAWA、撮影：不明）[97]
- more and more（2025年6月16日、集英社、撮影：東京祐）[98]
- Summer Vibes（2025年7月7日、小学館、撮影：前康輔）[99]
- Beside Seaside（2025年7月8日、ワニブックス、撮影：LUCKMAN）[100]
- まじわるべきじゃない……（2025年8月5日、扶桑社、撮影：鈴木ゴータ）[101]

#### 無料グラビア
- 相良伊織グラビア（白泉社）[102]
  - 新しい自分（2023年11月3日、撮影：西條彰仁）
  - キミを想う（2024年3月29日、撮影：西條彰仁）
  - NEXT DOOR（2024年7月26日、撮影：佐藤裕之）

### 写真集
- 『浮泳夢』（2024年6月27日、集英社、撮影：佐藤裕之）[103][104][23]